# Abildgård Kirke
Abildgård Kirke är en kyrka som ligger i  Frederikshavn vid Jyllands nordspets.

## Kyrkobyggnaden
Kyrkan uppfördes åren 1969-1970 efter ritningar av arkitekt Leopold Teschl.
Byggnaden består av kyrkorum och församlingslokaler. I nordväst finns ett 13 meter högt kyrktorn. Kyrkorummet har en östvästlig orientering med ett halvrunt kor i öster. Söder om kyrkorummet finns församlingslokalerna.

## Inventarier
- Dopfunten i korets norra sida är ett rätblock murad av röd tegelsten och har en överdel som är ett granitblock. Dopskålen är en fördjupning i granitblockat.
- Predikstolen i korets södra del är liksom dopfunten uppmurad av röd tegelsten.
- Orgeln är byggd av Bruno Christiansen och har 30 stämmor på tre manualer och pedal. Orgelfasaden är byggd efter ritningar av Leopold Teschl.
- Bakom predikstolen finns en tavla utförd av Gitte Engen. Tavlan hängdes upp vid pingsten år 2000.